# Günter Sawitzki
Günter Sawitzki (ur. 22 listopada 1932, zm. 14 grudnia 2020) – niemiecki piłkarz występujący na pozycji bramkarza.

## Kariera klubowa
Sawitzki zawodową karierę rozpoczynał w 1952 roku w klubie SV Sodingen. W 1957 roku trafił do VfB Stuttgart. W 1958 roku zdobył z klubem Puchar RFN, po pokonaniu w jego finale 4:3 Fortuny Düsseldorf. Od sezonu 1963/1964 startował z klubem w nowo powstałej Bundeslidze. Sawitzki zadebiutował w niej 24 sierpnia 1963 w przegranym 0:2 meczu z FC Schalke 04. W 1971 roku zakończył karierę.

## Kariera reprezentacyjna
W reprezentacji RFN Sawitzki zadebiutował 13 czerwca 1956 w wygranym 3:1 towarzyskim meczu z Norwegią. W 1958 roku został powołany do kadry na mistrzostwa świata. Nie zagrał na nich ani razu, a Niemcy zajęli 4. miejsce w turnieju. W 1962 roku ponownie był uczestnikiem mistrzostw świata. Tym razem również na nich nie wystąpił. Po raz ostatni w kadrze zagrał 3 listopada 1963 w przegranym 1:2 towarzyskim pojedynku ze Szwecją. W latach 1956–1963 w drużynie narodowej rozegrał w sumie 10 spotkań.